# Клёден, Андреас
Андреас Клёден (нем. Andreas Klöden; род. 22 июня 1975, Митвайда, Германия) — профессиональный немецкий велогонщик, выступающий за команду RadioShack.

## Биография
Профессиональная карьера Клёдена началась в 1998, спустя два года после получения бронзовой медали на Чемпионате Мира (до 23-х лет), в гонке на время и после побед на двух этапах в международном Rheinland-Pfalz Rundfahrt в 1997. Болельщики говорят, что Клёден рождён, чтобы быть велосипедистом, поскольку он — высокий, небольшого веса, но с достаточной силой, такие физические данные дают ему шанс высоко подняться в генеральных классификациях престижнейших туров. Критики же указывают, что он является склонным к травмам.
Андреас подписал контракт с командой Deutsche telekom (ныне T-Mobile) в 1998, и в том же сезоне занял первое место в генеральной классификации Niedersachsen Rundfahrt, а также одержал победу в прологе на Tour de Normandie. В 1999, он выиграл этап на португальском Tour of Algarve. Но его первые серьёзные победы пришли в 2000, где после двух побед в генеральной классификации на Париж-Ницца и Вуэльте, он выиграл бронзовую медаль на Олимпийских Играх в Сиднее, а «золото» и «серебро» завоевали Ян Ульрих и Александр Винокуров — два гонщика, с которыми он провёл несколько сезонов в T-Mobile.
После этих успехов последовали три травмы, из-за которых он не одерживал побед несколько лет. В 2004 он возвращается и выигрывает Немецкий Национальный Шоссейный Чемпионат и приносит своей команде T-Mobile победу, в первые после Бернда Грёна в 1993. Клёден держался на пике формы вплоть до Тур де Франс, который стартовал неделю спустя. На этом Туре, он начал выступление как раскатчик Яна Ульриха, Клёден не выиграл ни одного этапа на Туре, но финишировал с отставанием в 6’19" от Лэнса Армстронга по итогам всей гонки, и таким образом занял второе место. Ульрих, на которого возлагались основные надежды команды, занял лишь четвёртое место в генеральной классификации. Такое успешное выступление принесло Клёдену международную известность, и стали ходить слухи, что он перейдёт в Gerolsteiner или Illes Balears, где будет капитаном, но вопреки всему, он остался в T-Mobile вместе с Ульрихом.
В 2005 он выиграл этап на Bayern Rundfahrt. Клёдена, как и товарищей по команде Ульриха и Винокурова, считали одним из основных претендентов на победу в Тур де Франс. Клёден внёс свой вклад в успех T-Mobile в гонке, в которой Ульрих финишировал третьим, а Винокуров — пятым. На восьмом этапе, в горах Вогез, он предпринял атаку на середине подъёма и в итоге взял очки для майки горного короля. На спуске он настиг лидера этапа Питера Виннинга и в финишном спринте проиграл ему 9.6 миллиметра или 0.0002 секунды. На 16-м этапе, Клёден получил перелом кости в правом запястье и позже сошёл с дистанции.
На Тур де Франс 2006, у Клёдена были все шансы победить, так как участие в нём не приняли Ульрих, Бассо и Винокуров. После несколько слабых действиях на первых горных этапах, Клёден был в хорошем состоянии в Альпах. Он поднялся с четвёртого на третье место в генеральной классификации. На 11-м, Клёден проиграл пелотону 1 минуту 30 секунд, которые ему стоили многого, а точнее победы на Туре.
27 августа 2006, Клёден объявил, что в сезоне 2007 он будет выступать за команду Astana. Это заявление вызвало удивление, так как наверняка там он не будет лидером, где вся команда организована вокруг Александра Винокурова.

## Тур де Франс 2007
Поехал на Тур де Франс в ранге вице-капитана команды (капитан — Александр Винокуров). На 5-м этапе совершил падение, в результате которого получил травму — трещину копчика (такую же травму он получил в 2003 году). После серьёзного падения капитана команды, у Андреаса были все шансы взять на себя капитанские обязанности и завоевать первое место в генеральной классификации по итогам Тура. Но этого не произошло, так как вся команда была вынуждена покинуть Тур после допингового скандала с Александром Винокуровым.